# Jugoslávská liga ledního hokeje 1954/1955
Sezóna 1954/1955 byla 13. sezónou Jugoslávské ligy ledního hokeje. Vítězem se stal tým HK Partizan. Turnaj se konal ve dnech 2. až 6. února 1955 v srbském Bělehradu.

## Týmy
- HK Ljubljana
- HK Partizan
- HK Crvena Zvezda Bělehrad
- KHL Mladost Zagreb
- Papirničar Vevče
- SD Záhřeb

## Konečná tabulka
1. HK Partizan
2. SD Záhřeb
3. HK Ljubljana
4. KHL Mladost Zagreb
5. HK Crvena Zvezda Bělehrad
6. Papirničar Vevče